# Lincoln (Nebraska)
Lincoln város az USA-ban, Nebraska állam fővárosa. A Lancaster megye központja. Lakosainak száma 291 082 fő (2020). A településen található a BNSF Railway egyik rendezőpályaudvara.

## Közlekedés

### Vasút
A települést napi egy pár California Zephyr néven futó Amtrak távolsági vonatjárat érinti.
Itt található a Hobson Yard, a BNSF egyik nagy rendezőpályaudvara is.

## Népesség
A település népességének változása:

| 2010 | 258 379 |
| 2020 | 291 082 |